# Chomelix
Chomelix é uma comuna francesa na região administrativa de Auvérnia-Ródano-Alpes, no departamento de Alto Loire. Estende-se por uma área de 26,86 km². Em 2010 a comuna tinha 479 habitantes (densidade: 17,8 hab./km²).